# 福岡教員養成所
福岡教員養成所（ふくおかきょういんようせいしょ、英: Fukuoka Educatinal College）は、福岡県福岡市に存在した私立専修学校。運営は学校法人麻生学園。慈愛、感謝、奉仕の心を持つ人づくりのため、「至心」を建学の精神とし、親や先祖の恩、教師の恩、国家や社会の恩、神仏の恩の四つの恩に通じる紫苑の学び舎と位置づけている。平成30年度より募集停止し、2019年（平成31年）3月31日に閉校。

## 学科
- 児童教育科
  - 初等教育課程：全国有数の小学校教員養成課程のある専修学校。
  - 幼児教育課程
    - I部：
    - II部：

## 修業年限
- 児童教育科
  - 初等教育課程：昼間部2年制
  - 幼児教育課程
    - I部：昼間部2年制
    - II部：夜間部3年制

## 取得資格・免許状
- 小学校教諭二種免許状
  - 初等教育課程
- 幼稚園教諭二種免許状
  - 初等教育課程
  - 幼児教育課程
    - I部
    - II部

## 所在地
- I部：〒811-1302 福岡県福岡市南区井尻2-3-1
- II部：〒812-0013 福岡県福岡市博多区博多駅東1-19-18